# Sébastien Buemi
Sébastien Olivier Buemi (n. 31 octombrie 1988, Aigle, cantonul Vaud, Elveția) este un pilot de curse elvețian.
Înainte de a intra în Formula 1, a concurat în A1 Grand Prix, GP2 Series și în GP2 Asia Series. În GP2 Asia Series a ieșit vice-campion în sezonul 2008. A debutat in F1 in sezonul 2009, după un an petrecut ca pilot de teste.

## Cariera în Formula 1
| Sezon | Echipă                                | Puncte      | Loc clasament general |
| ----- | ------------------------------------- | ----------- | --------------------- |
| 2008  | Red Bull Racing                       | Pilot teste | -                     |
| 2009  | Scuderia Toro Rosso                   | 6           | 16                    |
| 2010  | Scuderia Toro Rosso                   | 8           | 16                    |
| 2011  | Scuderia Toro Rosso                   | 15          | 15                    |
| 2012  | Red Bull Racing / Scuderia Toro Rosso | Pilot teste | -                     |
| 2013  | Red Bull Racing                       | Pilot teste | -                     |

## Cariera în Motor Sport
| Sezon   | Competiție    | Puncte | Loc clasament general |
| ------- | ------------- | ------ | --------------------- |
| 2006-07 | A1 Grand Prix | 50     | 8                     |
| 2007    | GP2 Series    | 6      | 21                    |
| 2008    | GP2 Series    | 50     | 6                     |